# مجلس الوفاق

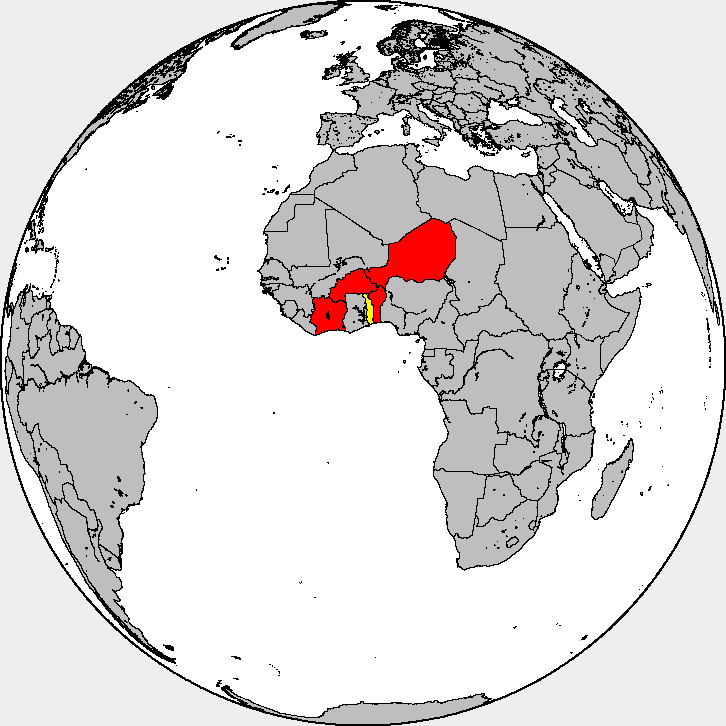
البلدان الأعضاء في مجلس الوفاق

مجلس الوفاق (بالفرنسية: Conseil de l'Entente)‏ هو منتدى تعاون إقليمي غرب أفريقي تأسس في شهر مايو من عام 1959 من قبل كل من ساحل العاج والنيجر وفولتا العليا (الآن بوركينا فاسو) وداهومي (الآن بنين)، وانضمت توغو إلى المجلس عام 1966.
انبثقت الهيئة عن اتحاد ساحل-بنين الذي لم يدم طويلاً، والذي تأسس بدوره من قبل الأعضاء الأصليين الأربعة في المجلس ليتبع جزئياً اتحاد غرب أفريقيا الفرنسي الإقليمي الاستعماري الفرنسي المنحل.
اتخذ المجلس من مدينة أبيدجان العاجية مقراً للأمانة الإدارية الدائمة له منذ عام 1966. ويُذكر أن للمجلس صندوق مشترك يختص بالمساعدة المالية وضمان القروض بهدف إعانة الأعضاء الأكثر فقراً.

## وصلات خارجية
- http://www.conseildelentente.org